# Pelempang (Mestong)
Pelempang is een bestuurslaag in het regentschap Muaro Jambi van de provincie Jambi, Indonesië. Pelempang telt 1515 inwoners (volkstelling 2010).